# 1,1,1-трихлорэтан
1,1,1-Трихлорэтан, также известный как метилхлороформ — хлоралкан, представляющий собой бесцветную жидкость с душистым запахом. В больших концентрациях ядовит.

## История
Впервые трихлорэтан был синтезирован в 1840 году.

## Получение
Впервые 1,1,1-трихлорэтан был получен в 1840 году химиком Анри Виктором Ренью. На первом этапе  1,1-дихлорэтан получили по реакции:
{\displaystyle {\ce {CH2 = CHCl + HCl -> CH3CHCl2}}}
Эта реакция катализируется с помощью различных кислот Льюиса, например, хлорида алюминия, хлорида железа (III), или хлорида цинка. Затем 1,1-дихлорэтан превращают в 1,1,1-трихлорэтан по реакции с хлором под ультрафиолетовым облучением:
{\displaystyle {\ce {CH3CHCl2 + Cl2 -> CH3CCl3 + HCl}}}
Выход такого радикального хлорирования составляет 80—90%, а побочный хлористый водород может быть рециркулирован в первый шаг в этом процессе. Основной побочный продукт является изомерным соединением 1,1,2-трихлорэтаном, от которого 1,1,1-трихлорэтан может быть отделен перегонкой.
Несколько меньшее количество 1,1,1-трихлорэтана получают из реакции винилиденхлорида и хлористого водорода в присутствии катализатора — хлорида железа(III)
{\displaystyle {\ce {CH2= CCl2 + HCl -> CH3CCl3}}}

## Химические свойства
1,1,1-трихлорэтан реагирует с растворами щелочей. В реакции со спиртовым расствором образуется хлорацетилен, хлорид щелочного металла и вода: 
{\displaystyle {\ce {CH3CCl3 + 2KOH -> CHCCl + 2KCl + 2H2O}}}
В реакции с водным раствором образуется ацетат щелочного металла, хлорид щелочного металла и вода:
{\displaystyle {\ce {CH3-CCl3 + 4NaOH -> CH2-COONa + 3NaCl + 2H2O}}}

## Безопасность
Малоопасное по степени воздействия на человеческий организм, токсичное вещество. 
Класс опасности IV по ГОСТ 12.1.005-76. Рекомендуемая ПДК 1,1,1-трихлорэтана в воздухе рабочей зоне составляет 20 мг/м³. 
Вещество может оказывать негативное воздействие на озоновый слой.